# شعبان‌کندی
شعبان کندی، روستایی است از توابع بخش مرکزی شهرستان ارومیه استان آذربایجان غربی ایران.

## جمعیت
این روستا در دهستان باراندوزچای جنوبی قرار داشته و بر اساس سرشماری سال ۱۳۸۵ جمعیّت آن ۵۷ نفر (۱۵ خانوار)
بوده‌است.مردم روسا به زبان تُرکی سخن می‌گویند و مسلمان شیعه هستند.